# Klisa (Zvornik)
Pour les articles homonymes, voir Klisa.
Klisa (en serbe cyrillique : Клиса) est un village de Bosnie-Herzégovine. Il est situé dans la municipalité de Zvornik et dans la république serbe de Bosnie. Selon les premiers résultats du recensement bosnien de 2013, il compte 430 habitants.

## Démographie

### Évolution historique de la population dans la localité
| 1948 | 1953 | 1961 | 1971 | 1981 | 1991 | 2013 |
| ---- | ---- | ---- | ---- | ---- | ---- | ---- |
| -    | -    | 434  | 453  | 490  | 617  | 430  |

|  |

### Répartition de la population par nationalités (1991)
En 1991, le village comptait 617 habitants, tous Musulmans (Bosniaques).